# Total Direct Énergie/Saison 2019
Diese Liste beschreibt die Mannschaft und die Erfolge des Radsportteams Total Direct Énergie in der Saison 2019.

## Erfolge in der UCI Africa Tour
In den Rennen der Saison 2019 der UCI Africa Tour gelangen die nachstehenden Erfolge.
| Datum          | Rennen                                  | Kat. | Sieger            |
| -------------- | --------------------------------------- | ---- | ----------------- |
| 21. Januar     | 1. Etappe La Tropicale Amissa Bongo     | 2.1  | Niccolò Bonifazio |
| 22. Januar     | 2. Etappe La Tropicale Amissa Bongo     | 2.1  | Niccolò Bonifazio |
| 25. Januar     | 5. Etappe La Tropicale Amissa Bongo     | 2.1  | Niccolò Bonifazio |
| 21.–27. Januar | Gesamtwertung La Tropicale Amissa Bongo | 2.1  | Niccolò Bonifazio |

## Erfolge in der UCI Europe Tour
In den Rennen der Saison 2019 der UCI Europe Tour gelangen die nachstehenden Erfolge.
| Datum         | Rennen                                 | Kat. | Sieger            |
| ------------- | -------------------------------------- | ---- | ----------------- |
| 3. Februar    | Grand Prix d’Ouverture La Marseillaise | 1.1  | Anthony Turgis    |
| 2. März       | Classic Sud Ardèche                    | 1.1  | Lilian Calmejane  |
| 17. März      | Ronde van Drenthe                      | 1.HC | Pim Ligthart      |
| 6. April      | Gran Premio Miguel Induráin            | 1.1  | Jonathan Hivert   |
| 10. Mai       | 1. Etappe Vuelta a Madrid              | 2.1  | Niccolo Bonifazio |
| 18. Mai       | 2. Etappe Aragon-Rundfahrt             | 2.1  | Jonathan Hivert   |
| 30. Mai       | Circuit de Wallonie                    | 1.1  | Thomas Boudat     |
| 21. August    | 1. Etappe Tour du Limousin             | 2.1  | Lilian Calmejane  |
| 31. August    | Omloop Mandel-Leie-Schelde Meulebeke   | 1.1  | Niccolo Bonifazio |
| 1. September  | Grote Prijs Jef Scherens               | 1.1  | Niccolo Bonifazio |
| 29. September | Paris–Chauny                           | 1.1  | Anthony Turgis    |

## Erfolge bei den Nationalen Straßen-Radsportmeisterschaften
In den Rennen zu den Nationalen Straßen-Radsportmeisterschaften 2019 gelangen die nachstehenden Erfolge.
| Datum    | Rennen                                     | Sieger        |
| -------- | ------------------------------------------ | ------------- |
| 27. Juni | Estnische Meisterschaft – Einzelzeitfahren | Rein Taaramäe |

## Mannschaft
| Teamkader 2019                            | Teamkader 2019     | Teamkader 2019 | Teamkader 2019                     |
| Name                                      | Geburtsdatum       | Land           | Vorheriges Team                    |
| ----------------------------------------- | ------------------ | -------------- | ---------------------------------- |
| Niccolò Bonifazio                         | 29. Oktober 1993   | Italien        | Bahrain-Merida (2018)              |
| Thomas Boudat                             | 24. Februar 1994   | Frankreich     | Vendée U (2014)                    |
| Mathieu Burgaudeau                        | 17. November 1998  | Frankreich     | Vendée U Pays de la Loire (2018)   |
| Lilian Calmejane                          | 6. Dezember 1992   | Frankreich     | Vendée U (2015)                    |
| Romain Cardis                             | 12. August 1992    | Frankreich     | Vendée U (2015)                    |
| Jérôme Cousin                             | 5. Juni 1989       | Frankreich     | Cofidis, Solutions Crédits (2017)  |
| Damien Gaudin                             | 20. August 1986    | Frankreich     | Armée de terre (2017)              |
| Yohann Gène                               | 25. Juni 1981      | Frankreich     | Vendée U-Pays de la Loire (2004)   |
| Fabien Grellier                           | 31. Oktober 1994   | Frankreich     | Vendée U (2015)                    |
| Jonathan Hivert                           | 23. März 1985      | Frankreich     | Fortuneo-Vital Concept (2016)      |
| Axel Journiaux                            | 20. Mai 1995       | Frankreich     | Vendée U Pays de la Loire (2017)   |
| Pim Ligthart                              | 16. Juni 1988      | Niederlande    | Roompot-Nederlandse Loterij (2018) |
| Bryan Nauleau                             | 13. März 1988      | Frankreich     | Vendée U (2013)                    |
| Paul Ourselin                             | 13. April 1994     | Frankreich     | Vendée U Pays de la Loire (2016)   |
| Adrien Petit                              | 26. September 1990 | Frankreich     | Cofidis, Solutions Crédits (2015)  |
| Alexandre Pichot                          | 6. Januar 1983     | Frankreich     | Vendée U-Pays de la Loire (2005)   |
| Perrig Quéméneur                          | 26. April 1984     | Frankreich     | Vendée U (2007)                    |
| Simon Sellier                             | 4. Januar 1995     | Frankreich     | Vendée U Pays de la Loire (2017)   |
| Romain Sicard                             | 1. Januar 1988     | Frankreich     | Euskaltel Euskadi (2013)           |
| Rein Taaramäe                             | 24. April 1987     | Estland        | Katusha-Alpecin (2017)             |
| Niki Terpstra                             | 18. Mai 1984       | Niederlande    | Quick-Step Floors (2018)           |
| Angélo Tulik                              | 2. Dezember 1990   | Frankreich     | Vendée U (2011)                    |
| Anthony Turgis                            | 16. Mai 1994       | Frankreich     | Cofidis, Solutions Crédits (2018)  |
|                                           |                    |                |                                    |
| Quellen: ProCyclingStats Cycling Quotient |                    |                |                                    |